# Fang Lizhi
Fang Lizhi (IPA fɑ́ŋ lîtʂí; uitspraak in het Mandarijn) bijgenaamd: De Chinese Sacharov (Peking, 12 februari 1936 – Tucson, 6 april 2012) was een Chinees dissident en astrofysicus. Hij wordt bezien als een van de leiders van de studentenopstand op het Plein van de Hemelse Vrede in Peking op 4 juni 1989; ook bekend als het Tiananmenprotest. Fang stond bekend als een briljant natuurkundige, een goed retoricus en voorvechter van democratie.

## Leven

### Vroege leven
Fang werd geboren op 12 februari 1936 in een middenklasse gezin in Peking, China. Een jaar voordat het Rode Leger de stad innam, in 1948 werd hij als student van middelbare school nummer 4 in Peking, lid van een ondergrondse jeugdbeweging die was gelieerd aan de CCP. Een van zijn activiteiten was het in elkaar zetten van radio-ontvangers met gebruikte onderdelen. Fang studeerde van 1952 tot 1956 aan de Universiteit van Peking. In 1957 werd hij publiekelijk berispt en uit de communistische partij gezet na een artikel dat hij had geschreven tijdens de honderd-bloemencampagne waarin hij opriep tot hervormingen in het onderwijssysteem vanwege de marxistische benadering van het onderwijs.

### Culturele revolutie
In 1966 aan het begin van de culturele revolutie werd Fang voor een jaar gevangengezet om te worden "heronderwezen" in een heropvoedingskamp dat eufemistisch een gemeenschapsboerderij werd genoemd. Hierna werd hij nog gedwongen te werk gesteld als handarbeider op het platteland. Gedurende deze periode was hij geïsoleerd voor de wetenschappelijke gemeenschap, hierdoor richtte hij zich door middel van zelfstudie op de kosmologie. In 1969 werd hij vrijgelaten om te gaan werken als onderwijzer. Sindsdien kon hij enkel nog zijn werk publiceren onder een pseudoniem.

### Plaatsvervangend rector en dissident
Na het overlijden van Mao in 1976 werd Fang gerehabiliteerd als lid van de communistische partij. Hij mocht voor het eerst conferenties buiten China bijwonen. Hij droeg bij aan diverse astrofysische onderzoeken waarvoor hij veel waardering kreeg. Na het begin van de economische hervormingen in 1978 behoorde hij tot de vooraanstaande intellectuelen die zich zowel economisch als politiek door het westen lieten inspireren. In 1984 werd Fang benoemd tot plaatsvervangend rector van de Universiteit van Wetenschap en Technologie in Hefei, de hoofdstad van de provincie Anhui. Hier begon hij aan het herstructureren van de universiteit en het hervormen van het onderwijsbeleid. Zijn openlijke kritiek waarin hij pleitte voor een westers en democratisch onderwijsmodel werd goed ontvangen bij de studenten en tot op bepaalde hoogte aangemoedigd, totdat studenten deel begonnen te nemen in demonstraties. In 1987 breken er onlusten uit in Nanjing onder studenten. Hiervoor werd onder anderen Fang verantwoordelijk gehouden door zijn geschreven kritieken en hij werd ontslagen uit zijn functie en overgeplaatst naar het observatorium in Peking. Tevens werd hij opnieuw uit de CCP gezet. Toch bleef hij een bron van inspiratie voor ontevreden studenten die in de lente van 1989 de straat opgingen om meer vrijheid en democratische hervormingen te eisen.

### Tiananmenprotest
Ter gelegenheid van de 70e verjaardag van de 4 Mei-beweging plant Fang samen met andere intellectuelen een aantal acties. De eerste actie is een open brief aan Deng Xiaoping die hij publiceert op 6 januari 1989 waarin hij Deng oproept om democratische activisten zoals Wei Jingsheng vrij te laten. Dan sterft op 15 april 1989 de hervormingsgezinde oud politicus van de CCP, Hu Yaobang, die in 1987 werd afgezet. Hij was bekend omdat hij de namen had gezuiverd van hen die waren vervolgd tijdens de culturele revolutie. De druk vanuit het volk op de Communistische Partij groeide om Yaobang een staatsbegrafenis te geven om zo zijn werk te erkennen. Op 22 april 1989 werd Yaobang begraven en een petitie werd aangeboden aan toenmalig premier Li Peng. Doch volgens velen reageerde de communistische partij niet snel genoeg. Deze onvrede mondde uit in het Tianamenprotest, waarbij naar schatting een miljoen studenten en burgers naar het Plein van de Hemelse Vrede (ook bekend als Tiananmen-plein) trokken en zij de communistische partij opriepen voor vrijheid van meningsuiting en een einde aan het nepotisme in China. Fang zelf werd niet gezien in het protest maar hij wordt wel beschouwd als de geestelijke vader van de beweging. De communistische partij wilde hem daarom vervolgen. Fang en zijn vrouw Li Shuxian hing de doodstraf boven het hoofd.

### Ballingschap en verblijf in de Amerikaanse ambassade
Twee dagen na de bloedige ontknoping van het protest op 4 juni 1989, vraagt Fang met zijn vrouw politiek asiel aan in de Amerikaanse ambassade te Peking. Pas na 12 maanden en 22 dagen, op 25 juni 1990, gaf de communistische partij toestemming aan de Amerikaanse autoriteiten om Fang en zijn vrouw te begeleiden bij hun vertrek als ballingen naar de Verenigde Staten. Na omzwervingen langs verschillende universiteiten in de Verenigde Staten en Groot-Brittannië eindigde hij als professor natuurkunde in Tucson, Arizona. Politiek bleef hij actief als medevoorzitter van Human Rights in China. Hij bleef tot het laatst kritische artikels schrijven over de Chinese politiek.

### Overlijden
Fang is overleden in zijn woning in Tucson, Arizona op 6 april 2012, de doodsoorzaak is onbekend. Fang laat zijn vrouw: Li Shuxian (李淑嫻) en zijn zoon: Fang Ke (方克) achter. Fang Lizhi is 76 jaar oud geworden.

## Trivia
- in 1989 wint Fang: de Robert F. Kennedy Human Rights Award
- In 1991 spreekt Fang op een conferentie in New York over Tibet. Waarschijnlijk was dit de eerste dialoog tussen Chinezen en Tibetanen met betrekking tot Tibet.[9]
- Door de parallellen die zijn te trekken tussen hem en Andrej Sacharov, werd Fang Lizhi ook weleens De Chinese Sacharov bijgenaamd.
- Op 25 oktober 2007 komt zijn jongste zoon Fang Zhe (方哲) om het leven in een verkeersongeluk met een vrachtwagen.